# Mount Berlin
Mount Berlin är en vulkan i Västantarktis. Inget land gör anspråk på området och toppen på vulkanen, som är den högsta punkten i trakten, ligger 3 478 meter över havet.